# Sphagnum laegaardii
Sphagnum laegaardii är en bladmossart som beskrevs av H. Crum 1987. Sphagnum laegaardii ingår i släktet vitmossor, och familjen Sphagnaceae. Inga underarter finns listade i Catalogue of Life.